# 高城郡 (韓國)
高城郡（：／ Goseong gun */?）是橫跨朝鲜半岛三八线南北的郡，位於江原道。其在大韩民国的部分在朝鲜王朝时代称为杆城郡（：／*/?），位于江原道東北部，毗鄰日本海海岸（東海）。
杆城郡原为高句丽时达忽䢘城郡，新罗真兴王二十九年（568年）置达忽州，景德王该称达忽州守城郡。高丽成宗时编入朔方道，顯宗于1009年取消朔方道，该郡属东界（双城总管府），改为杆城县，后升为郡。恭让王元年分为杆城郡及高城郡两郡。。1895年至1896年间的二十三府制中，杆城郡属江陵府。
1914年，杆城郡并入高城郡。1945年9月2日为苏联所管辖。朝鲜战争之后，高城郡分属南北两方，大韓民國控制旧杆城郡全域和高城郡的极少部分，而朝鲜民主主义人民共和国高城郡則控制旧高城郡的大部分。

## 行政区划
| 邑·面  | 諺文   | 面积   | 人口   | 户数   | 行政区图 |
| ------ | ------ | ------ | ------ | ------ | -------- |
| 杆城邑 | 간성읍 | 180    | 7,375  | 3,446  |          |
| 巨津邑 | 거진읍 | 76.75  | 6,716  | 3,681  |          |
| 縣內面 | 현내면 | 92.72  | 2,475  | 1,343  |          |
| 竹旺面 | 죽왕면 | 50.11  | 3,936  | 2,063  |          |
| 土城面 | 토성면 | 120.46 | 7,642  | 4,230  |          |
| 水洞面 | 수동면 | 144.09 | 0      | 0      |          |
| 合计   | -      | 664.34 | 28,144 | 14,763 |          |

## 姐妹城市
- 大韓民國江北區
- 中华人民共和国鸡西市

## 外部連結
- County government home page

38°25′39″N 128°23′07″E / 38.42750001°N 128.385277788°E